# Hymenostegia floribunda
Hymenostegia floribunda är en ärtväxtart som först beskrevs av George Bentham, och fick sitt nu gällande namn av Hermann August Theodor Harms. Hymenostegia floribunda ingår i släktet Hymenostegia och familjen ärtväxter. Inga underarter finns listade i Catalogue of Life.